# Mata Setentrional Pernambucana
Mata Setentrional Pernambucana is een van de 19 microregio's van de Braziliaanse deelstaat Pernambuco. Zij ligt in de mesoregio Mata Pernambucana en grenst aan de microregio's Itamaracá, Recife, Vitória de Santo Antão, Médio Capibaribe, Umbuzeiro (PB), Itabaiana (PB), Sapé (PB) en Litoral Sul (PB). De microregio heeft een oppervlakte van ca. 3.200 km². In 2009 werd het inwoneraantal geschat op 443.189.
Zeventien gemeenten behoren tot deze microregio:
- Aliança
- Buenos Aires
- Camutanga
- Carpina
- Condado
- Ferreiros
- Goiana
- Itambé
- Itaquitinga
- Lagoa do Carro
- Lagoa de Itaenga
- Macaparana
- Nazaré da Mata
- Paudalho
- Timbaúba
- Tracunhaém
- Vicência

Mesoregio's: Agreste Pernambucano · Mata Pernambucana · Metropolitana do Recife · São Francisco Pernambucano · Sertão Pernambucano

Microregio's: Alto Capibaribe · Araripina · Brejo Pernambucano · Fernando de Noronha · Garanhuns · Itamaracá · Itaparica · Mata Meridional Pernambucana · Mata Setentrional Pernambucana · Médio Capibaribe · Pajeú · Petrolina · Recife · Salgueiro · Sertão do Moxotó · Suape · Vale do Ipanema · Vale do Ipojuca · Vitória de Santo Antão